# Prugiasco
Prugiasco è una frazione di 136 abitanti del comune svizzero di Acquarossa, nel Canton Ticino (distretto di Blenio).

## Storia

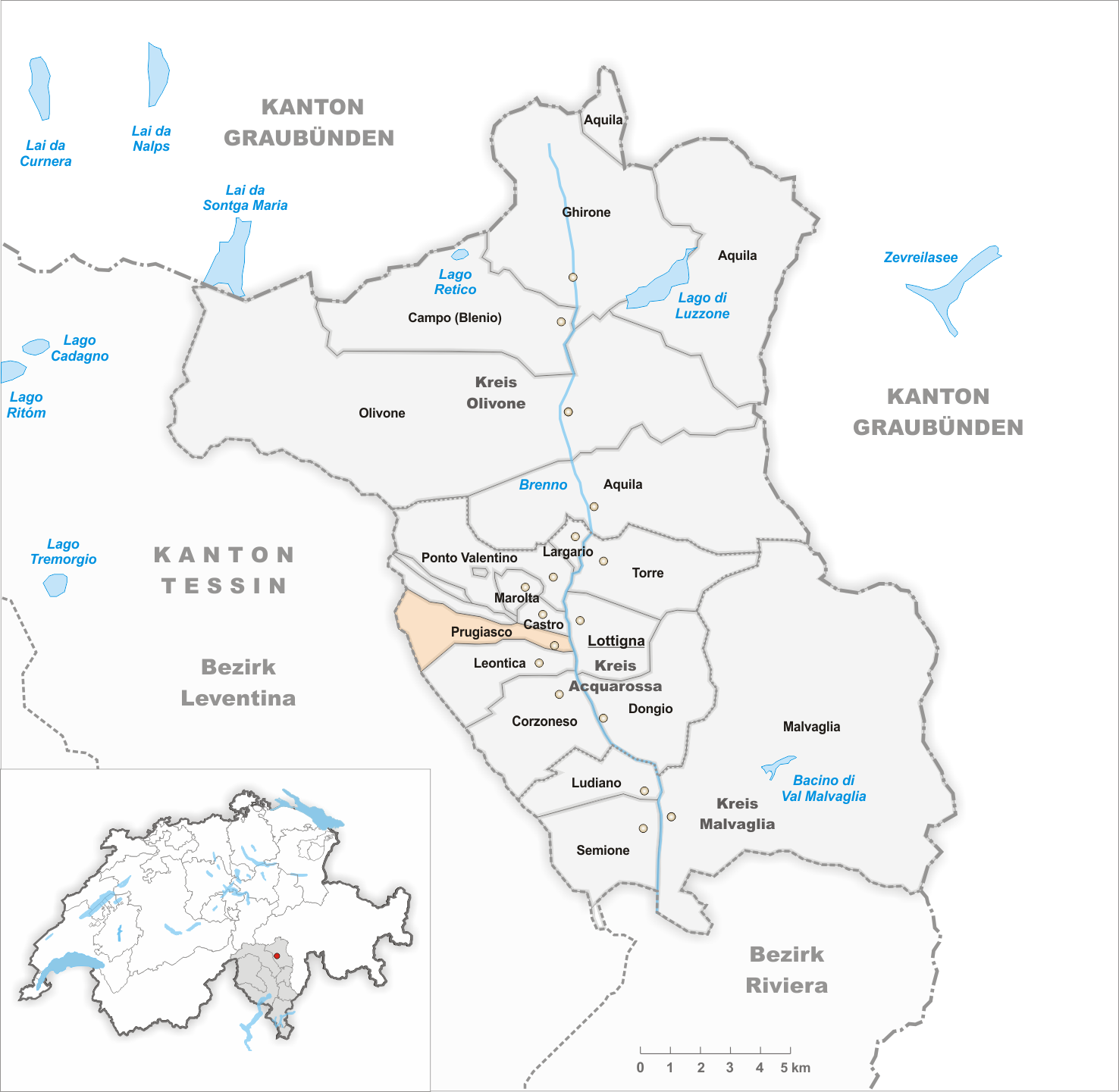
Il territorio del comune di Prugiasco prima degli accorpamenti comunali del 2004

Fino al 3 aprile 2004 è stato un comune autonomo che si estendeva per 2,83 km²; il 4 aprile 2004 è stato accorpato agli altri comuni soppressi di Castro, Corzoneso, Dongio, Largario, Leontica, Lottigna, Marolta e Ponto Valentino per formare il nuovo comune di Acquarossa.

## Monumenti e luoghi d'interesse

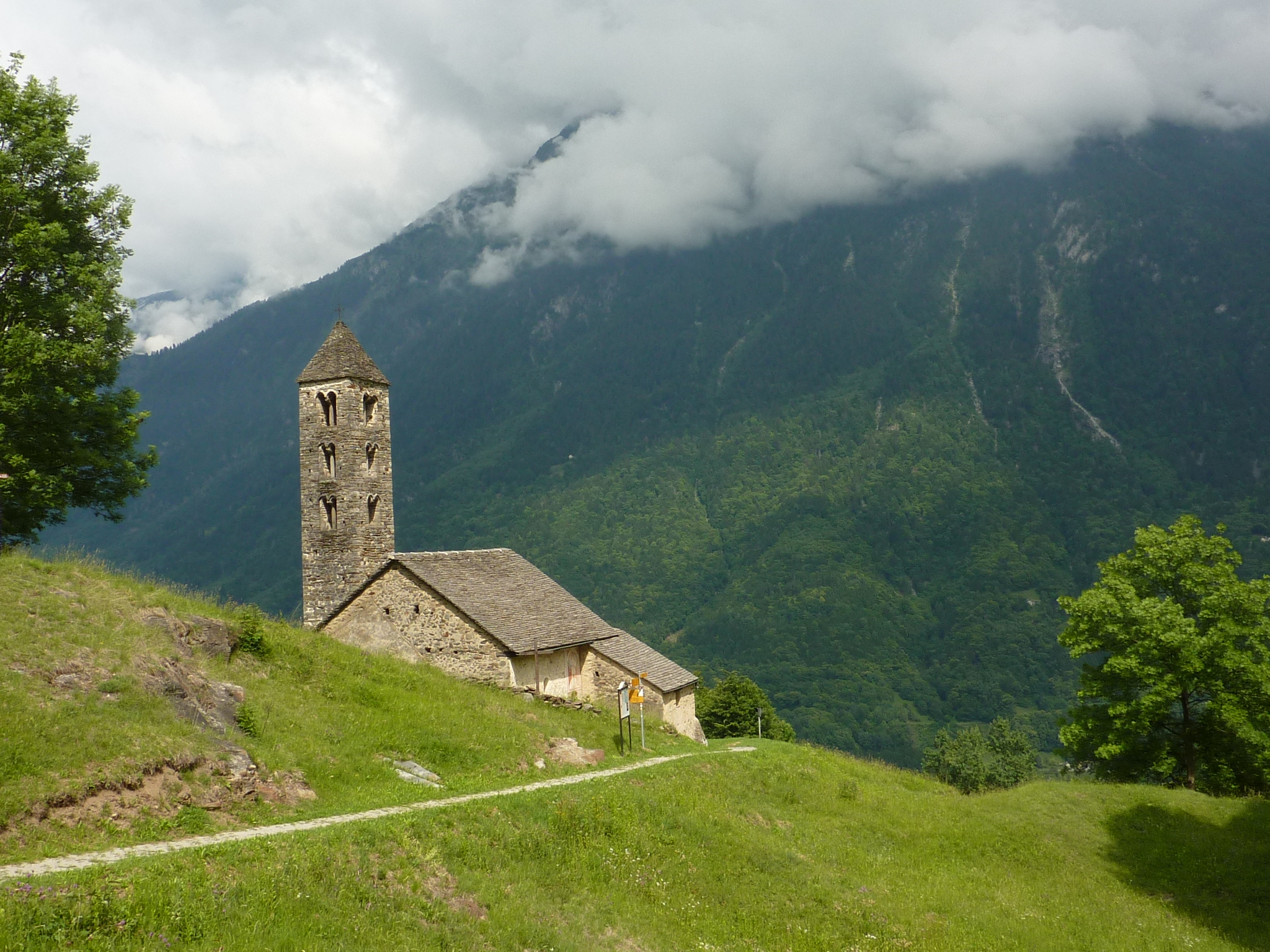
La chiesa di San Carlo Borromeo, detta Sant'Ambrogio vecchio

- Chiesa parrocchiale di Sant'Ambrogio[1] (XVII secolo)[2];
- Chiesa di Sant'Ambrogio vecchio, oggi dedicata a San Carlo Borromeo, in località Negrentino (attestata nel 1224)[2].[1]

## Società

### Evoluzione demografica
L'evoluzione demografica è riportata nella seguente tabella:
Abitanti censiti

## Amministrazione
Ogni famiglia originaria del luogo fa parte del cosiddetto comune patriziale e ha la responsabilità della manutenzione di ogni bene ricadente all'interno dei confini della frazione.